# Station de Brest-Déolen
La station de Brest-Déolen appelée aussi « La Maison des câbles » est le premier centre français des communications télégraphiques transatlantiques. Elle est située à l'entrée du goulet de Brest dans la crique de Déolen en Locmaria-Plouzané (Finistère). Elle fonctionne de 1879 à 1962.

## Le choix de Déolen
En étant situé à l'extrême Ouest de la France, Brest (Finistère) est la ville idéale pour exploiter les câbles télégraphiques transatlantiques. Mais pour des raisons de sécurité, les câbles ne peuvent pas transiter par le goulet qui donne accès à la rade (trafic maritime, courants maritimes…). Il faut donc trouver pour l'atterrissage des câbles un lieu à proximité de la ville puis les connecter à des câbles aériens ou souterrains.
En 1869, la Société du câble transatlantique français choisit la plage du Petit Minou, en Plouzané, pour poser le premier câble transatlantique français à destination de Duxbury, presqu'île de Cap Cod, au sud-est de Boston aux États-Unis, en passant par Saint-Pierre-et-Miquelon. La plage du Petit-Minou est facile d'accès grâce à la route qui mène au fort et au phare. Mais l'exploitation du sable pour la construction et les courants découvrent fréquemment le câble. 

Fort de cette expérience, Déolen est préférée pour la tranquillité des lieux « éloignés de toutes influences de parasites industriels nuisibles au récepteur ». Au début du siècle, un promeneur en dira :
« Nous voici en pays de légende. Après avoir parcouru des contrées remplies de gazouillements de fontaines et d'ombres poétiques, nous voici maintenant au désert, sur un sol quasi-vierge, dans la lande, avec, devant nous, une falaise à pic, découpée en décors de théâtre, et la mer grondant au bas. Paysage de plein vent et de plein soleil. C'est le désert de Déolen. D'étroits sentiers dévalent brusquement jusqu'au fond d'un premier ravin où coule un ruisseau vaseux qu'il faut passer à gué. De l'autre côté, la montagne est rude à gravir, mais, une fois au sommet, nous serons dédommagé de nos fatigues par l'originalité du spectacle. À nos pieds s'ouvre la crique de Déolen, déchiquetée, taillée en dentelles granitiques.»
Contrairement à la plage du Petit-Minou, les câbles sont placés dans des rigoles taillées dans les rochers et recouvertes par l'océan à marée haute. L'accès difficile empêche toute exploitation industrielle du sable. Il n'existe pas de route en dehors des anciens chemins vers la vallée des moulins.

## Les câbles sous-marins atterrissant à Déolen
Pour un article plus général, voir Câbles télégraphiques transatlantiques.

### Le premier câble transatlantique partant de Déolen
La Compagnie française du télégraphe de Paris à New-York que les Américains surnomment PQ (initiales de son fondateur Augustin Pouyer-Quertier) commande la fabrication et la pose du premier câble partant de Déolen à la société britannique Siemens Brothers. Le câblier Faraday appartenant à cette dernière réalise la pose en moins d'un an.  
En juin 1879 commence la pose du câble principal qui rejoint Saint-Pierre-et-Miquelon, plus exactement au sud de l'île dans l'Anse à Ravenel. Il mesure 2 242 milles (3 608 km). Il est complété le 17 novembre 1879 par une première extension de 827 milles (1 330 km) reliant Saint-Pierre-et-Miquelon à Cap Cod (États-Unis) puis une ligne aérienne rejoint Boston et New York. Le 6 décembre 1879 est réalisée une deuxième extension de 188 milles (302 km) reliant Saint-Pierre-et-Miquelon à Big Lorraine près de Louisbourg (île du Cap-Breton, Nouvelle-Écosse, Canada). Cette ligne atteint un débit de 25 mots par minute. Ce câble est détruit en 1929 par un tsunami dans la région de Terre-Neuve. 

### Déolen-Porthcurno
En 1880, un câble de 280 kilomètres relie Treryn Dinas près de Porthcurno (Royaume-Uni) à Déolen en contournant Ouessant. En septembre 1880, il servira, avec succès, à des expériences de téléphonie pour tester le matériel de Cornélius Hertz. Il est coupé en 1940 et réparé en 1947 en utilisant le câble Brignogan-Porthcurno. Il est fermé en 1962.

### Le Direct (un record mondial)
En 1895 est créée la Compagnie française des câbles télégraphiques (CFCT). En 1897, elle fait poser un câble, par le câblier François Arago, sans relais intermédiaire, entre Déolen et la nouvelle station d'Orleans Cove à Cap Cod. C'est un record mondial, car il peut transmettre 40 mots à la minute sur 5 878 km (3 174 milles). Il est surnommé « le Direct », c'est le plus long et le plus lourd câble sous-marin jamais posé. Il évite la zone de Saint-Pierre-et-Miquelon aux fonds peu profonds et trop fréquentée par les pécheurs, ce qui occasionne de nombreuses ruptures. En 1898, il est prolongé par un autre câble de 600 kilomètres jusqu'à New York (Coney Island).
Pendant la Première Guerre mondiale, les sous-marins allemands tentent de détruire les câbles transatlantiques. Le 21 juillet 1918, le sous-marin allemand SM U156 commandé par Richard Feldt tente de localiser et de détruire le Direct près des côtes américaines. Il coule trois barges de travail au large d'Orleans au Cap Cod. Plus tard, lors d'une intervention, il est constaté que le câble n'est que légèrement endommagé.
Le 31 mai 1927, c'est par le Direct que les Américains apprennent que Lindberg a réussi la première traversée aérienne en solitaire de l'Océan Atlantique.
Il est coupé en 1940 et rétabli en 1952 après d'importantes réparations. Il sert jusqu'en 1959.

Le câble transatlantique Le Direct
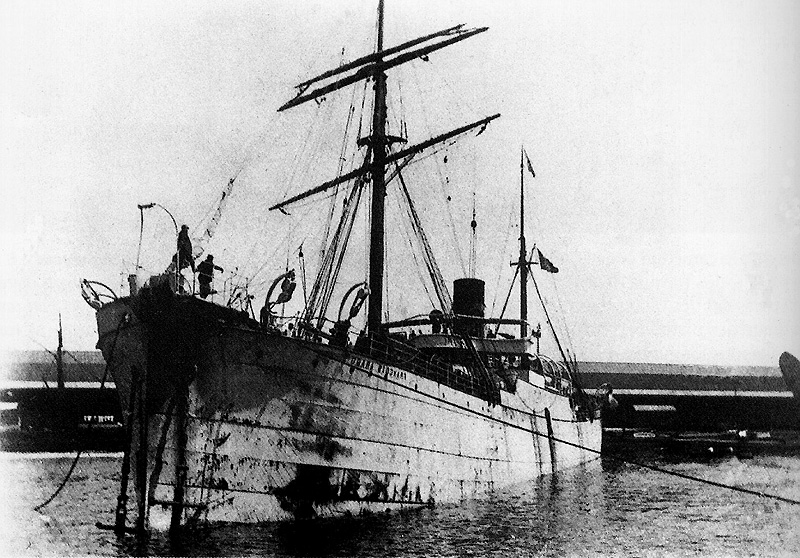
Le câblier Francois Arago en 1882. En 1897, il pose en quatre campagnes le câble " Le Direct " pour la Compagnie française des câbles télégraphique (CFCT).
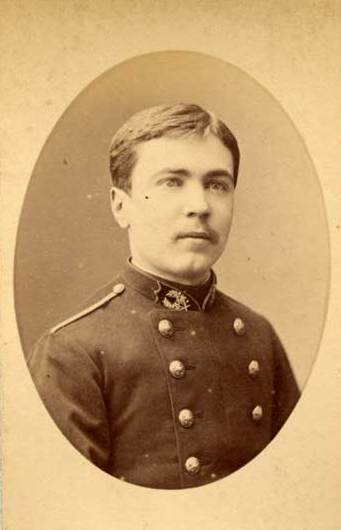
Ferdinand Guillebot de Nerville chargé du contrôle de la fabrication et de la pose des câbles de la CFCT par la société industrielle des téléphones s'occupe du Direct
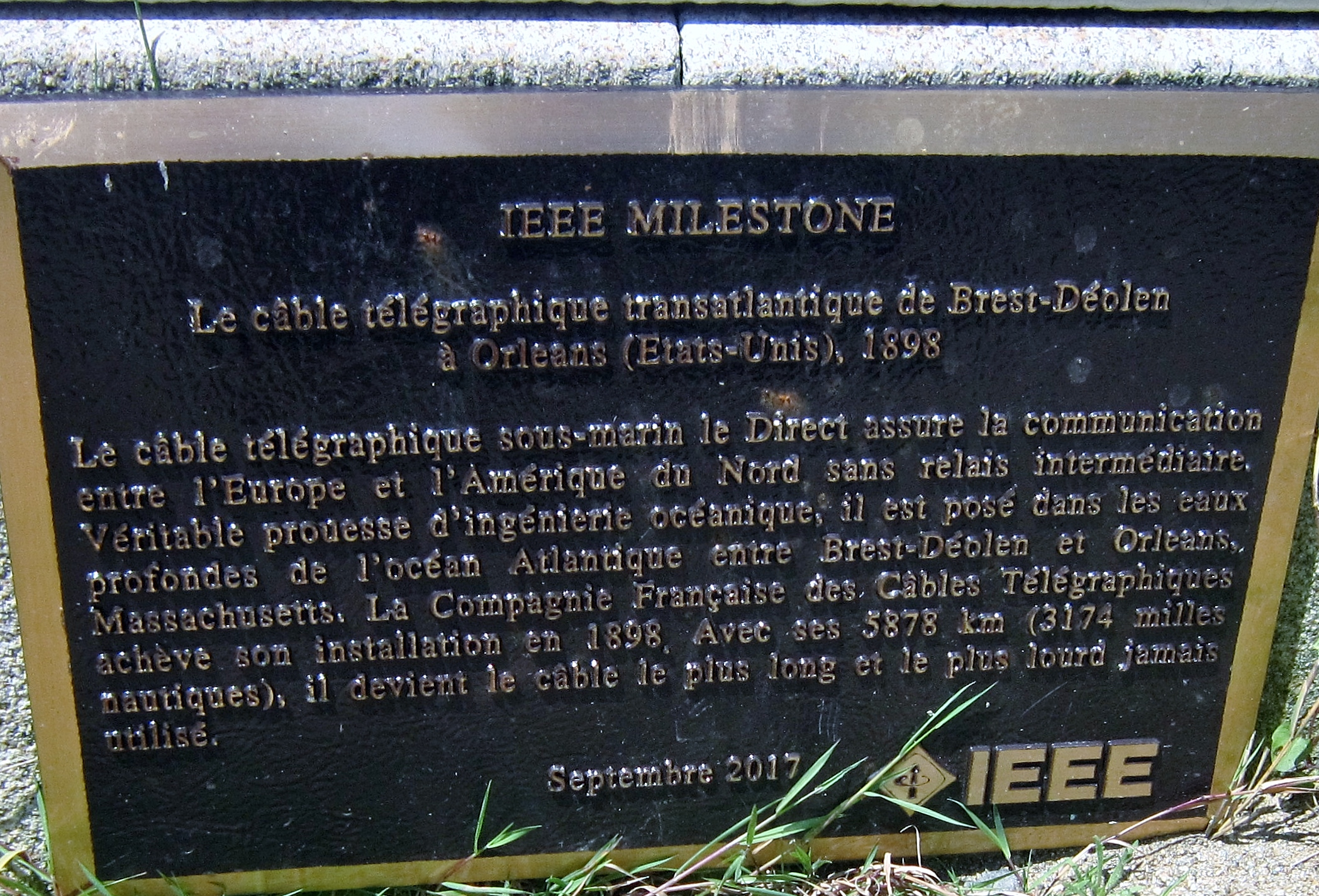
Plaque commémorative de l'ancien câble télégraphique Le Direct.

### New York (Coney Island) - Fayal - Brest (Déolen)
En novembre 1917, la Compagnie française du télégraphe de Paris à New-York est chargée de dérouter le câble allemand AZ vers Déolen. Le câble n'est pas une liaison transatlantique directe car il passe par Fayal dans l'archipel des Açores. Il est opérationnel en mars 1919. Le 28 mai 1919, par le traité de Versailles, la France conserve le câble au titre des dommages de guerre. Il est coupé en 1940 et réparé en 1947. Il est fermé en 1961.

### Les câbles du Petit-Minou et celui de Brignogan déroutés sur Déolen
En 1945, les câbles du Petit-Minou sont déroutés sur Déolen sauf celui de 1869 qui ne fonctionne plus. Le câble posé en 1905 relie la station à Dakar-Yoff (Sénégal). Ceux pris aux allemands et gardés au titre des dommages de guerre en 1919 relient Déolen à Casablanca (Maroc) et Dakar. En étant reliée à Dakar, la station émet jusqu'à Pointe-Noire (Congo), Monrovia (Libéria) et Douala (Cameroun) mais aussi vers l'Amérique du Sud.
En 1945, le câble de Brignogan (Finistère) à Porthcurno (Royaume-Uni), acheté en 1919 aux Anglais, est dérouté sur Déolen par l'île d'Ouessant (Finistère).

## Histoire de la Maison des câbles

### Au départ un cabanon technique
Pour la Compagnie française du Télégraphe de Paris à New York, le comte Arthur Dillon souscripteur et administrateur de la compagnie achète pour le compte de la société la parcelle D906 pour y construire une station.
Dès le départ, les relations avec le voisinage sont difficiles. Les cultivateurs de la commune déposent une pétition car la société veut interdire la récolte du goémon qui sert d'engrais dans leurs champs. Les propriétaires des terrains donnant accès à la station demandent un prix exorbitant pour vendre leurs parcelles pour permettre la construction d'une route.

Le cabanon technique de Déolen sert de relais entre le point d'atterrissage et les locaux d'exploitation à Brest par câbles souterrains. Il est remplacé par une maison à étage comme l'atteste le cadastre de 1883. Un gardien, M. Kerouanton puis M. Sévère son gendre, y vit avec sa famille et veille sur les équipements de mesure. La maintenance est assurée par des équipes techniques venant de Brest.

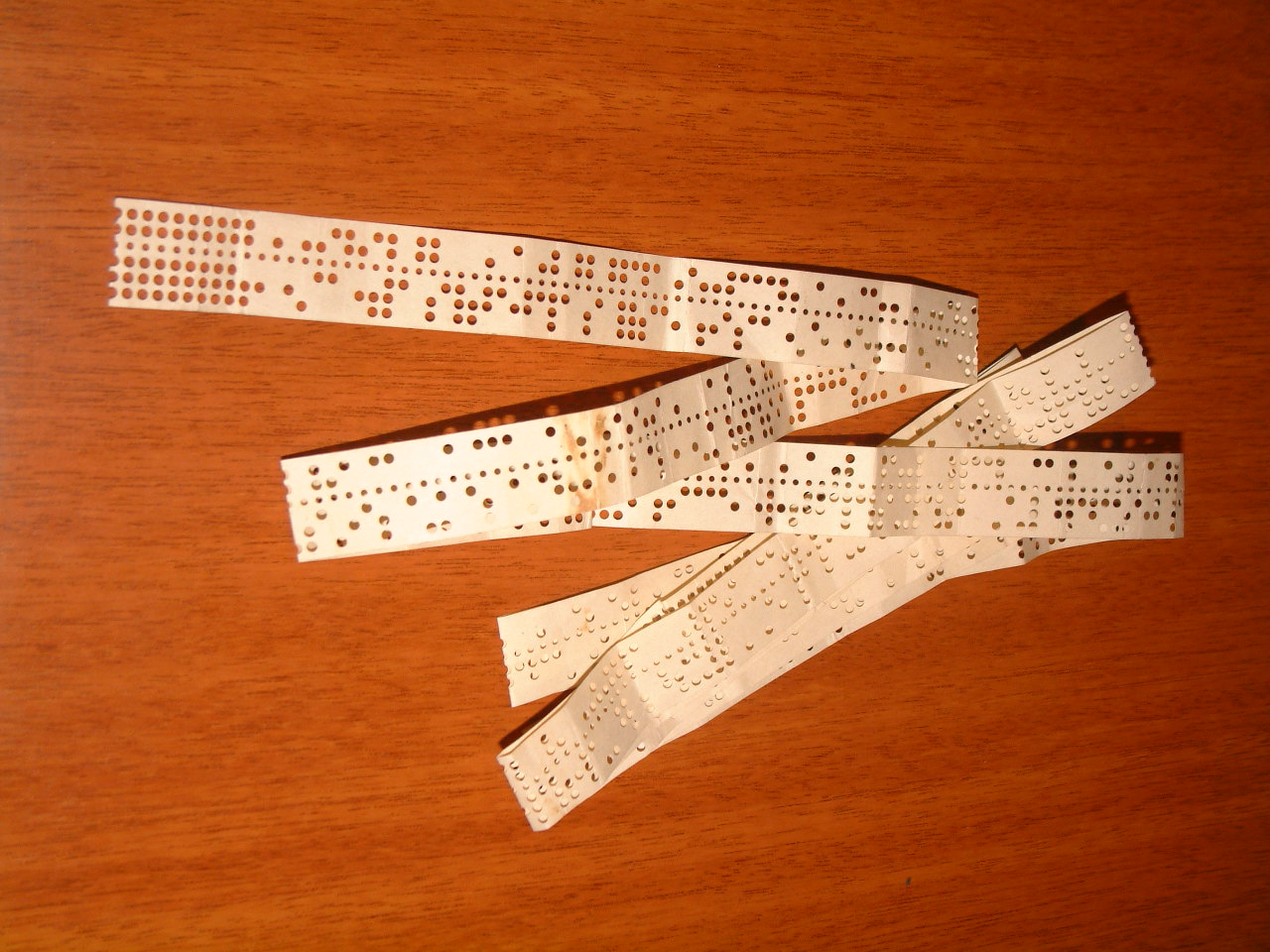
Bande Baudot

 En 1890, l'exploitation des câbles transatlantiques se fait à Brest à l'hôtel des Postes, 32 rue du Château. Le transfert des messages est manuel. Un agent lit directement la bande, puis la tape à la machine à écrire pour la donner à celui qui renvoie le message soit vers Porthcurno au Royaume-Uni, soit vers Paris ou au réseau national français qui utilise le code Baudot.
En 1895, la station devient la propriété de la Compagnie française des câbles télégraphiques (CFCT).

### Première Guerre mondiale
Pendant la Première Guerre mondiale, l'entrée en guerre des États-Unis, en avril 1917, entraîne une forte augmentation du trafic transatlantique. Les sous-marins allemands provoquent plusieurs ruptures sur les côtes canadiennes et américaines. « Le Direct » est le seul à ne pas être coupé. Le câble AZ allemand est détourné sur Déolen et restera français au titre des dommages de guerre. Certains agents de la compagnie sont payés partiellement pendant leur mobilisation pour s'assurer de leur retour.

### Agrandissement et modernisation de la station
En 1919, Brest est un grand centre français de communications utilisant deux sites techniques.
- Le Minou est un réseau gouvernemental vers l'Afrique de l'Ouest et l'Amérique du Sud.
- Déolen est un réseau privé contrôlé par l'État vers le Royaume-Uni et l'Amérique du Nord et du Sud.

En 1920, un bâtiment technique vient prolonger la maison à étage. Une station d'exploitation et des dortoirs pour les personnels d'astreintes y sont aménagés. Trois logis mitoyens sont construits pour le gardien et deux techniciens et plus haut à flanc de colline la maison du directeur. Les pierres en granite viennent de la carrière de Ru Vras à proximité. Elles sont transportées par wagonnet sur un rail posé à cet effet.
En 1921, une route privée est construite. Elle mène à Pen ar Menez par la route de Kerhallet.   
Une citerne est construite au bord de la route pour alimenter la station et les logements. Il existe une fontaine près des bâtiments mais son eau est interdite « aux femmes enceintes et aux nourrissons ». Les habitants de la station y cultivent du cresson des fontaines.
Sur le plan technique, la station est équipée d'amplificateurs Heurtley et de lignes artificielles qui permettent de doubler la vitesse de transmission des messages. La station est reliée au central téléphonique de la place Wilson (Brest) par un nouveau câble souterrain commun dans sa traversée de la ville avec les embranchements des forts du Dellec et du Petit Minou.
En 1933, les personnels de Brest sont transférés à Déolen. La station est dotée d'un relayage automatique qui a pour conséquence de réduire le personnel de 120 personnes à Brest à 20 à Déolen. Le personnel en sureffectif est muté en région parisienne.
Il ne faut plus que deux minutes pour la transmission d'un télégramme de New York et Paris ou Londres.
La station dispose de trois groupes électrogènes fonctionnant d'abord au charbon puis au gazole après la Seconde Guerre mondiale. Ils chargent un millier de batteries alimentant les câbles. À partir de 1950, la station est reliée au réseau électrique.

### Deuxième Guerre mondiale
Dès 1935 en prévision de la guerre, pour anticiper l'absence d'opérateurs, le directeur Édouard Bernard, avec la Commission de contrôle télégraphique du deuxième bureau Marine, oblige les techniciens à apprendre à taper à la machine à écrire. Ils peuvent dès septembre 1939 assurer sur place le contrôle des dépêches qui sont transmises matin et soir, lors de la relève du personnel au bureau Marine.
Dès 1938, il est prévu de loger les personnels de la société évacués du Havre (Seine-Maritime) et de Paris à Porsmilin en Locmaria-Plouzané dans des locaux loués et les cadres de la direction régionale évacués de Paris à l'hôtel d'Armorique.
Le gouvernement impose la censure et les communications sont essentiellement militaires sur les lignes transatlantiques.
 À partir du 24 août 1939, elle est protégée en permanence par un sous-officier et dix hommes du 112e régiment régional logés dans une maison du personnel.

#### Juin 1940
La station de Déolen devient la tête de ligne des diverses compagnies de câble reliant la France aux États-Unis (Western Union, Commercial Cable Company…). Inquiet de voir la progression rapide des Allemands, Édouard Bernard remet les tracés sous-marins des câbles transatlantiques à des cadres de passage de la Western Union.
Par télégramme, la station suit les déplacements du gouvernement devant l'offensive allemande. Le 14 juin 1940, elle retransmet le message d'appel à l'aide du président du Conseil Paul Reynaud au président Roosevelt avant le départ du gouvernement de Tours (Indre-et-Loire) vers Bordeaux (Gironde) :
« ...dans la situation présente, malgré l'affaiblissement des forces ennemies, dû au sacrifice de l'armée française, la défaite de notre loyale alliée, l'Angleterre, laissée à ses seules forces, apparaît comme possible, sinon probable. Dès lors la France ne peut continuer la lutte que si l'intervention américaine vient renverser la situation, en rendant la victoire des Alliés certaine. La seule chance de sauver la nation française, avant-garde des démocraties, et, par-là de sauver l'Angleterre, aux côtés de qui la France pourra alors rester avec sa puissante flotte, c'est de jeter, aujourd'hui même, dans la balance le poids de la force américaine. »
Elle reçoit et transmet la réponse des États-Unis : 
« ...En ces heures si déchirantes pour le peuple de France et vous-même, je vous envoie l'assurance de mon extrême compassion et peux de plus vous assurer que dans la mesure où les Français continueront de défendre leur liberté, qui fonde les institutions populaires dans le monde entier, ils peuvent être certains qu'un soutien matériel leur sera fourni par les Etats-Unis en quantité et qualité croissantes.
Je suis sûr que vous comprendrez que ces déclarations sous-entendent qu'il n'y aura pas d'intervention militaire de notre part. Seule notre assemblée nationale peut prendre la responsabilité d'un tel engagement »
Le 18 juin 1940, les employés regagnent leur domicile ou leur caserne. 
Monsieur Bernard procède à la destruction des bandes de réceptions, de transmission, des livres de code et des copies des télégrammes officiels. Tous les autres documents précieux sont mis en caisses et enterrés.
Les Allemands entrent dans Brest le 19 juin et le 20 juin à 16 h, une unité allemande de génie télégraphiste prend possession de la station. Le capitaine qui la commande possède déjà tous les documents (photo de la station, point d'atterrissage des câbles…). Il déclare avoir neutralisé les câbles trans-Manche aboutissant à Brignogan (Finistère).
L'accès de la station est immédiatement interdit. Une garde d'une vingtaine d'hommes est installée sur place. Mais la station a le temps d'émettre un dernier message vers la station d'Orléans à Cap Cod : « Here come the Boches, God help US ». Les Américains croient alors que les Allemands ont débarqué par sous-marin dans la crique de Déolen. 
Le 30 juin, un officier allemand venant de Paris, vient vérifier si la ligne Brest Cap Cod fonctionne encore. Le câble est coupé à 300 km des côtes américaines.
Les Allemands laissent Édouard Bernard assurer l'entretien des machines et des groupes électrogènes avec le gardien François Abarnou et le mécanicien Jules Péan. Il obtient de pouvoir faire tourner les groupes une fois par semaine. Les autres personnels sont licenciés. 
En décembre 1941, le poste de garde de la station est supprimé. L'adjudant radio du fort voisin de Toulbroch envoie à l'improviste des hommes vérifier que les instructions sont bien appliquées et que les installations ne sont pas utilisées clandestinement.
En 1941 et 1942, les alliés larguent plus de 30 bombes explosives et 250 bombes incendiaires qui tombent autour de la station sans jamais l'atteindre. Édouard Bernard réussit à mettre à l'abri son matériel ainsi que celui des lignes africaines du Petit Minou.  
À partir de 1943, les contrôles allemands depuis le fort de Toulbroc'h se font de plus en plus fréquents à n'importe quelle heure du jour ou de la nuit,  

#### La libération
En juin 1944, avec le débarquement en Normandie, les Allemands veulent détruire les câbles. Fritz Thole, chef du service des câbles sous-marins à l'OKW, réduit les ordres de destruction au minimum dans l'espoir de reprendre après la guerre une activité commerciale avec les PTT. Le 8 juin 1944, un détachement du génie télégraphique allemand fait sauter la ligne Brest-Cap Cod et deux vieux câbles abandonnés. Édouard Bernard a réussi à détourner leur attention des autres lignes. Mais ils reviennent plus tard faire sauter tous les câbles restants sur 150 m.
Avec la percée d'Avranches, les Allemands ne s'intéressent plus à la station, Édouard Bernard en profite pour ensevelir le matériel et rejoint les lignes américaines.
Pendant le siège de Brest du 7 août au 18 septembre 1944, les bombardements alliés épargnent la station. Après le siège, avec l'appui du lieutenant-colonel Faucher (alias commandant Louis), commandant des FFI de l'arrondissement de Brest, Édouard Bernard obtient de la préfecture de l'essence, de l'huile du charbon. Il rappelle son adjoint Hippolyte Hervé et un employé Eugène Bretzel pour commencer à remettre en état la station.

### Après guerre

#### Deux compagnies à Déolen
En 1945, la Compagnie française des câbles télégraphiques (CFCT) vend ses biens à la Compagnie des câbles sud-américains dite la SUDAM qui gère la station.
Depuis Brest, les PTT exploitent deux câbles sous-marins, l'un vers Casablanca (Maroc) et l'autre vers Dakar (Sénégal) qui atterrissent  à la plage du Petit Minou. La poste centrale de Brest est détruite pendant le siège. Les lignes africaines du Minou sont prolongées sur Déolen par câbles souterrains. La station est partagée entre les PTT au rez-de-chaussée et la SUDAM au premier étage.
En 1948, un baraquement est ajouté aux bâtiments pour servir d'école aux PTT.
En 1952, les PTT transfèrent à la SUDAM l'exploitation de tous les câbles d'Afrique. La station devient la direction des réseaux de l'Atlantique Nord et Sud de la compagnie.

#### La reprise de l'exploitation
Après guerre, les réparations sont difficiles principalement sur la ligne Brest-Cap Cop du fait des grandes profondeurs, de tronçons manquants prélevés par les Britanniques. En janvier 1945, l'exploitation vers Casablanca reprend. En août 1947, des câbliers anglais rétablissent les câbles vers Fayal et Porthcurno. Le Direct est totalement opérationnel en 1952.

### La fermeture de la station
Face aux nouvelles technologies, les câbles télégraphiques deviennent obsolètes. À partir de 1956, l'exploitation s'arrête progressivement et la station ferme définitivement le 30 juin 1962. Le matériel est dispersé ou détruit. Deux relais Heurtley sont offerts, l'un au musée des télécommunications de Pleumeur-Bodou (Côtes-d'Armor) et l'autre à la collection historique des Télécommunications à Paris. Le terrain et les bâtiments sont vendus pour le franc symbolique à la direction départementale des PTT à Quimper (Finistère). Le 24 mars 1972, la route est vendue à la commune de Locmaria-Plouzané.
En 1987, la station désaffectée est réhabilitée. Les bâtiments d'exploitation sont transformés en centre aéré pour enfants de l'ASPTT de l'agglomération brestoise.
En 2020, l'ensemble de la station de Déolen appartient au domaine privé. La maison d'exploitation est un gite. Les locaux techniques sont occupés par une société d'informatique. La maison du directeur est privée. Les logis du personnel sont privés et une partie abrite un centre de yoga.

## Les inventions sans lesquelles la maison des câbles n'existerait pas

### Le télégraphe
L'Américain Samuel Morse s'inspire des travaux de ses prédécesseurs (notamment André-Marie Ampère, François Arago) pour inventer un système simple et robuste de télégraphe électrique.  En 1838, il dépose une demande de brevet son invention. Il lui est accordé le 20 juin 1840. Avec son assistant Alfred Vail, il invente un code original de transmission, le code Morse, via la transcription en une série de points et de traits des lettres de l'alphabet, des chiffres et de la ponctuation courante. La même année, le premier télégraphe électrique commercial est construit par Charles Wheatstone entre Londres et Birmingham (2 km). Les lignes télégraphiques aériennes se développent empruntant principalement les tracés des voies ferrées.

### Le câble sous-marin
En 1843, un Lieutenant d'artillerie prussienne Werner von Siemens conçoit aussi une machine pour garnir les câbles en cuivre d'un revêtement fait avec de la gutta-percha, une gomme issue du latex naturel. Ce procédé est à l'origine de la fabrication des câbles sous-marins. Il déploiera deux courtes lignes sous-marines, traversant le Rhin et le port de Kiel. Ce procédé est d'abord utilisé en Manche en 1851 et en Méditerranée en 1854. En 1865-1866, deux câbles sous-marins sont posés entre l'Irlande et les États-Unis via Terre-Neuve.

## Liste non exhaustive du personnel de la station de Déolen

### Les gardiens
- François Kérouanton.
- Jean-Pierre Sévère, gendre de François Kérouanton est né en 1846 au Petit Minou où son père travaille comme guetteur au sémaphore. Il est mort en 1926 à Recouvrance un quartier de Brest (Finistère). Il est le gardien de la station de 1887 à 1922, année du décès de son épouse[8].
- François Grijol de 1922 à 1936.

### Avant la Seconde Guerre mondiale
- Édouard Bernard (directeur) est embauché en 1918 par la Compagnie française des câbles télégraphique (PQ). Il a 18 ans. De 1920 à 1922, il fait son service militaire au 42e bataillon de génie télégraphiste affecté au central militaire de Mayence (Allemagne)[6]. Il étudie à l'école supérieure des PTT et, en 1925, il est adjoint technique du directeur Pierre Neyreneuf à Brest (Finistère). En 1932, il devient lui-même directeur et organise le transfert des services de Brest vers Déolen en 1933. Pendant la grève de 1934, il assure le service avec Hyppolyte Hervé et un technicien. Pendant la Seconde Guerre mondiale, il préserve le matériel et le soustrait aux Allemands, il maintient la station prête à fonctionner à la libération. Pendant le siège de Brest (Finistère) en septembre 1944, il insiste sur l'importance de la station dans les communications intercontinentales auprès des officiers des affaires civiles alliées à Saint-Rénan (Finistère). Dès octobre 1944, il commence à remettre en état de fonctionnement la station. Il reste directeur de la station jusqu'à sa fermeture en 1962[1].
- Hyppolyte Hervé (directeur adjoint) est né à Brest (Finistère) en 1890 et décédé à Plougonvelin en 1984. Il s'engage dans la Marine à 18 ans. Après une formation de radiotélégraphiste et de démineur, il part pour l'école des radiotélégraphistes de la Marine à Toulon (Var). Début 1914, il est embauché, comme cadre, à Brest (Finistère) par la Compagnie des câbles télégraphiques (PQ). Il est recommandé par son oncle monsieur Paranque qui appartient à la compagnie. Pendant la Première Guerre mondiale, qu'il fait dans la Marine, la compagnie continue à le rétribuer pour s'assurer de son retour à l'issue. À son retour, monsieur Neyreneuf, le directeur, le charge de la conduite du chantier  d'enfouissement de la ligne Brest-Déolen. En juillet 1932, il devient le premier adjoint d'Edouard Bernard directeur de la station. Pendant la grève de 1934, il assure le service avec Édouard Bernard et un technicien pendant 45 jours. Pendant la Seconde Guerre mondiale, il se réfugie avec sa famille dans sa propriété de Trez-Hir en Plougonvelin (Finistère). Il est rappelé par Edouard Bernard en novembre 1944 pour remettre la station en état. En 1954, il reçoit la médaille vermeil du travail. Il prend sa retraite le 1er avril 1955[1].
- François Abarnou (gardien jardinier) arrive avec sa famille à Déolen le 1er janvier 1937 de Trébabu (Finistère). Ils sont logés dans la maison la plus proche des services techniques de la station. Lors de la Seconde Guerre mondiale pendant l'Occupation, François Abarnou assure la maintenance des bâtiments avec Édouard Bernard pour un demi-traitement. À la fermeture du poste de garde allemand, il reprend son poste de gardien. Pendant le siège de Brest (Finistère) en septembre 1944, il se réfugie avec sa famille à Plouarzel (Finistère) chez des cousins. Il reprend ses fonctions après la libération. En juillet 1952, à 17 ans, son fils Jean, élevé à la station, est embauché à son tour à Déolen dans le service administratif[1].
- Christin Autret (cantonnier).
- Paul Gloanec (opérateur câbliste et chef de brigade).
- Jean Savina (opérateur câbliste et chef de brigade).
- Eugène Bretzel (opérateur câbliste).
- Joseph Franchi (opérateur câbliste).
- Georges Gau (opérateur câbliste).
- Louis Le Roux (opérateur câbliste).
- Merlhiot (opérateur câbliste).
- Félix Nédélec (opérateur câbliste).
- Jules Péan (mécanicien) déjà présent en 1923. Il est responsable des groupes électrogène et des accumulateurs, il est logé à la station dans la deuxième maison. Pendant la Seconde Guerre mondiale, pendant l'occupation, il est maintenu à son poste qu'il quitte en 1941 à cause des bombardements incessants. Il réintègre son poste à la libération. Il prend sa retraite en 1955 à l'âge de 65 ans. Il meurt à Brest (Finistère) en 1970[8].
- François Pénnec (opérateur câbliste).
- Louis Richard (opérateur câbliste).
- Emmanuel et Léopold Turgot (opérateurs câblistes) sont nés sur Ile aux Marins (anciennement Ile aux Chiens). Ils sont employés au câble au bureau de Saint-Pierre après avoir été formés à New York (États-Unis) en 1911. Leur oncle Auguste Lefray est secrétaire à Paris de la CFCT. Emmanuel sera aussi employé à Cap Cod (États-Unis). Des suites du séisme de 1929 aux Grands Bancs qui détruit les câbles transatlantiques la station est fermée en 1932. Léopold émigre en métropole. Il contacte la direction de Déolen pendant la grève de 1934. Il est embauché et fait venir l'année suivante son frère. Pendant la Seconde Guerre mondiale, les deux familles se réfugient à Huelgoat (Finistère) où elles survivent grâce à leur métier à tisser. Leur saga familiale a inspiré l'écrivain Hervé Jaouen[1].
- Louis Ernest Bourdet (électricien) déjà présent à Déolen en 1926.
- Croizier dont la présence est avérée en 1937.
- Yves Ferec dont la présence est avérée en 1919. Il est muté à Paris en 1933.
- François Ferec est muté à Paris en 1933.
- Emmanuel Fouyet (opérateur câbliste) introduit le syndicat CFTC dans la Compagnie française des télégraphes. Pendant la grève de 1934, le personnel de la station est en grève pendant six semaines pour le maintien de son statut et conteste la politique de la Compagnie. Emmanuel Fouyet perd son emploi et devient comptable à « l'Alliance des travailleurs » et président du syndicat des employés du commerce et de l'industrie de Brest. Après la Seconde Guerre mondiale, il exerce plusieurs mandats politiques.

### SUDAM (1945-1962)
- Michel Godderis (ingénieur) remplace Édouard Hervé en 1954.
- Jean-Marie Vianney Du Buit (assistant de Michel Godderis).
- Yvon Le Gall (second de Michel Godderis) est un technicien spécialisé à l'exploitation opérateur câbliste à l'occasion.
- Jean Abarnou (secrétaire comptable) fils de François Abarnou. Il est embauché en juillet 1952. Il est absent pour son service militaire de 1955 à 1957. Il démissionne en 1960 car il ne désire pas travailler à la direction de France Câble et Radio France à Paris.
- Michel Borie (mécanicien) intervient sur les batteries, les groupes électrogènes et les voitures. À l'occasion il est aussi chauffeur.
- Bougeard (chef technicien) est occasionnellement le chauffeur du car de la station.
- Roger Breton (opérateur câbliste et technicien)
- Sylvain Brochard (mécanicien et chauffeur remplaçant)
- René Cadalen (opérateur câbliste).
- André Fidélius (opérateur câbliste).
- Émile Kerdraon (opérateur câbliste) tient le secrétariat jusqu'au retour du service militaire de Jean Abarnou en octobre 1957.
- Ladouce (opérateur câbliste) venant de Dakar.
- Émilien Le Corre (opérateur câbliste).
- Robert Le Cuff (opérateur câbliste) est aussi secrétaire à l'occasion avec Jean Abarnou.
- Jacques Le Helloco (opérateur câbliste).
- Jean Lespagnol (opérateur câbliste).
- Roger Mailloux (opérateur câbliste).
- Malléjac (opérateur câbliste).
- Robert Merlhiot (opérateur câbliste) est le fils de Merlhiot cité précédemment.
- Yves Picard (chauffeur de bus) déporté à 17 ans. Il a la Légion d'honneur et la médaille de la résistance. Il conduit le bus avec Pierre Brochard et Robert Bougard. Pour le transport du personnel qui travaille en trois équipes 24 heures sur 24, la compagnie achète un minicar Frégate. Il transporte une douzaine de personnes sur une ligne Brest-Saint-Martin à Déolen.
- Paul Piton (opérateur câbliste).
- Pierre Sparfel est affecté de Casablanca (Maroc).

#### Stagiaires
Les stagiaires sont recrutés par Édouard Bernard sur titre scolaire et recommandation. Ils sont formés à l'utilisation de la machine à écrire et aux premiers rudiments de Morse. Leur aptitude est contrôlée tous les trois mois. Ils doivent connaître toutes les capitales mondiales, tous les états des États-Unis, toutes les voies d'acheminement du trafic avec les déviations possibles en cas de débordement. Ils sont titularisés au bout d'un an et généralement à l'issue affectés à un poste extérieur à la France.

##### 1956
- Marcel Creac'h
- Jacques Gasnier affecté à Dakar (Sénégal), Paris de 1961 à 1996.
- Pierre Rihouhay recruté à Dakar (Sénégal).
- Bernard Sparfel muté à Monrovia (Liberia) de 1957 à 1958.
- Alain Velen.

##### 1957
- Germain Abgrall
- Robert Hily
- Lucien Kerzaon
- Menguy

### PTT (fonctionnaires détachés, après la Seconde Guerre mondiale)
- Bizien (inspecteur) est directeur, il arrive du Liban.
- Chevalier (inspecteur).
- Guirriec (inspecteur).
- Kerberenes (inspecteur).
- Kerbrat (inspecteur).
- Frantz Langlois (inspecteur).
- Jacques Mazé (inspecteur).
- Prat (inspecteur) est le beau-père de Jacques Mazé.
- Quéméneur est inspecteur central à la fin de sa carrière.
- Eugène Sévellec (inspecteur) est né à Camaret (Finistère) en 1897 et décédé à Brest (Finistère) en 1971. Pendant la Première Guerre mondiale, il est gazé dans les tranchées et obtient plusieurs décorations. Il sert d'interprète aux soldats américains et écossais qui le surnomment « Jim ». Après la guerre, il entame une carrière dans les câbles sous-marins des PTT. Parallèlement il peint et fréquente les milieux artistiques. Après Nantes (Loire-Atlantique) et Marseille (Bouches-du-Rhône) il est affecté à Déolen où il termine sa carrière comme inspecteur central des PTT dans les années 1950. Avec son fils Joël, il réalise une « Histoire de Brest et de la Bretagne » en bande dessinée publiée dans « Le Télégramme » en 1952.
- Suignard est chauffeur de leur camionnette.